# Никитино (Палехский район)
Ники́тино — деревня в Палехском районе Ивановской области, России. Входит в состав Пановского сельского поселения.

## География
Расположена в северо-восточной части Палехского района в 1,6 км к северу от д. Паново, и автодороги М7 «Волга» Иваново-Нижний-Новгород.

## Население
| 1859 | 1905 | 2010 |
| ---- | ---- | ---- |
| 132  | ↘52  | ↘1   |